# Let the Heartaches Begin
Let the Heartaches Begin è il terzo album di Long John Baldry, pubblicato nel 1968 dalla Pye Records.
L'album è stato ristampato nel 1998 come doppio CD insieme col successivo Wait for Me del 1969 dalla Castle Music, con nove bonus track.

## Tracce
1. Long and Lonely Nights (No Friends of Mine) (Long John Baldry) - 3:12
2. Stay With Me Baby (L.J.Baldry) - 3:28
3. Ev'ry Time We Say Goodbye (Cole Porter) - :35
4. For All We Know (J. Fred Coots) - 3:02
5. Better By Far (L.J.Baldry) - 2:44
6. Let the Heartaches Begin (L.J.Baldry) - 3:15
7. Wise to the Ways of the World (L.J.Baldry) - 3:22
8. Since I Lost You Baby (L.J.Baldry) - 3:23
9. Smile (Charles Chaplin, John Turner, Geoffrey Parsons) - 2:46
10. Annabella (Who Files to Me When She's Lonely) (L.J.Baldry) - 3:06
11. I Can't Stop Loving You (Don Gibson) - 2:52

Tracce ristampa 1998
1. Long and Lonely Nights (No Friends of Mine) (Macaulay, MacLeod) - 3:12
2. Stay With Me Baby (Peverett, Ragovoy, Simmonds, Weiss, Youlden) - 3:28
3. Ev'ry Time We Say Goodbye (Cole Porter) - 2:35
4. For All We Know (J. Fred Coots, Lewis) - 3:02
5. Better By Far (Macaulay, MacLeod) - 2:44
6. Let the Heartaches Begin (Macaulay, MacLeod) - 3:15
7. Wise to the Ways of the World (Macaulay, MacLeod) - 3:22
8. Since I Lost You Baby (Macaulay, MacLeod) - 3:23
9. Smile (Charles Chaplin, John Turner, Geoffrey Parsons) - 2:46
10. Annabella (Who Files to Me When She's Lonely) (Giocatelli, Palomba, Ryan) - 3:06
11. We're Together (Hatch, Trent) - 2:48
12. I Can't Stop Loving You (Don Gibson) - 2:52
13. Hold Back the Daybreak (Macaulay, MacLeod) - 3:37
14. When the Sun Comes Shining Thru' (D'Abo) - 3:31
15. Mexico (Underneath the Sun In) (Macaulay, Macleod) - 2:36
16. Son of Hickory Hollers Tramp (Frazier) - 3:52
17. Goin' Out of My Head (Randazzo, Weinstein) - 2:33
18. I Never Shall Marry (Traditional) - 2:56
19. I Wish You Love (Beach, Trenet) - 3:14
20. What Now My Love (Becaud, Delanoe, Sigman) - 3:05